# 엘레지
엘레지(elegy, élégie)는 슬픔을 노래한 시 등의 문학, 악곡이다. 진지한 성찰의 시이며, 영문학에서는 대개 죽은 자를 위한 애도이다. 그러나 엘레지의 옥스포드 핸드북(The Oxford Handbook of the Elegy)에 따르면 '엘레지'의 정의는 명확하지 않은 상태로 남아 있다. 때로는 엄격하게 죽은 자를 위한 애도의 표시로 사용된다.

## 같이 보기
- 애탄
- 시 (문학)